# AWS Shopper

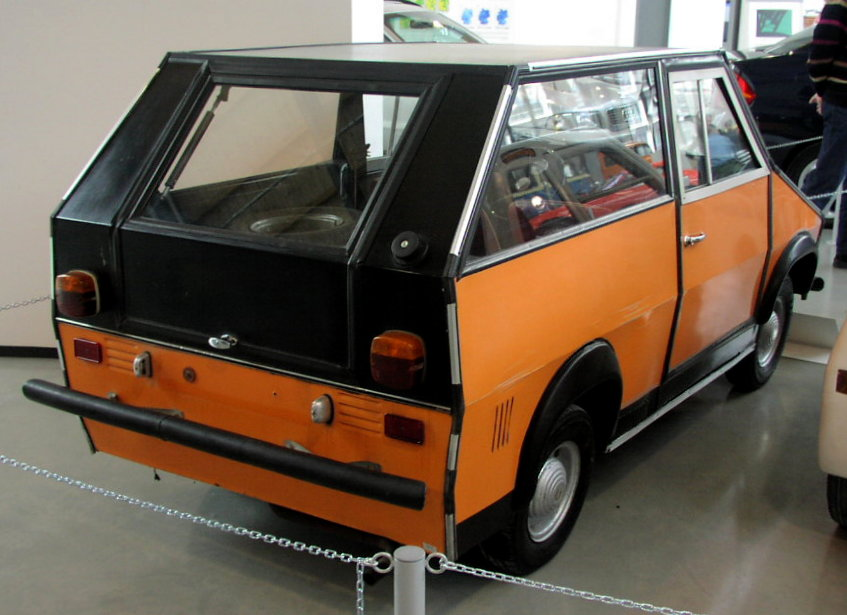
AWS Shopper im Deutschen Museum

Der AWS Shopper war ein leichtes Kraftfahrzeug, das der ehemalige Borgward-Händler Walter Schätzle im Jahr 1970 auf der Hannover-Messe vorstellte. Nach einigen Einzelstücken in Handarbeit wurde es von 1973 bis 1974 vom Automobilwerk Walter Schätzle in Berlin-Rudow hergestellt. 

## Geschichte
Die Produktion in Berlin nutzte die Subventionen der Berlinförderung. Der AWS Shopper hatte die Bodenplatte, das Fahrwerk und den Motor des Goggomobil T250. Der quer im Heck eingebaute luftgekühlte Zweizylinder-Zweitaktmotor mit 10 kW (13,6 PS) und 22 Nm Drehmoment trieb über ein Viergang-Schaltgetriebe die Hinterräder an. 
Die Karosserie war mittragend und bestand aus einem Gerippe (Spaceframe) aus stählernen Vierkantrohren und Muffen aus Aluminium, das mit kunststoffbeschichtetem Blech beplankt war. Sie konnte in Handarbeit mit Hammer, Bohrmaschine und Nietzange montiert werden. Teure Tiefziehpressen und das Lackieren waren nicht nötig. 
Das Fahrzeug wog leer 415 kg, fuhr maximal 75 km/h, hatte zwei Sitzplätze, zwei Seitentüren und eine weit ins Dach reichende Heckklappe (die im Karosseriebau als Tür mitgezählt wird, ohne eine Tür im herkömmlichen Sinne zu sein). Bei einem Radstand von 1,8 Metern war das Fahrzeug 3,07 m lang, 1,4 m breit und 1,38 m hoch.
Es war ausschließlich in der hier gezeigten Farbkombination Orange/Schwarz lieferbar. Das Unternehmen versuchte, das Fahrzeug als „Einkaufswagen“ für Familien zu vermarkten, eine weitere Zielgruppe waren Inhaber des alten Führerscheins der Klasse 4 (Kfz bis 250 cm³). Die Verarbeitungsqualität war jedoch mäßig und die geringen Stückzahlen trieben die Kosten in die Höhe – mit einem Preis von 5700 DM war der AWS deutlich teurer als ein VW Käfer in Standardausführung. Das ungewöhnliche Aussehen, die veraltete Technik sowie die fragwürdige aktive und passive Sicherheit im modernen Straßenverkehr ließen das Fahrzeug als anachronistisches und überteuertes Provisorium auf Rädern wirken. Potentielle Kunden griffen lieber nach einem fast gleich teuren Fiat 126. Nach 1400 AWS Shoppern und 300 AWS Piccolo, also insgesamt 1700 Exemplaren, wurde die Fertigung im Juli 1974 eingestellt, weil der Hersteller in Konkurs ging.

## Varianten
Versionen als offener Transportkarren für die Industrie oder kleiner Lieferwagen mit Pritsche blieben Prototypen.

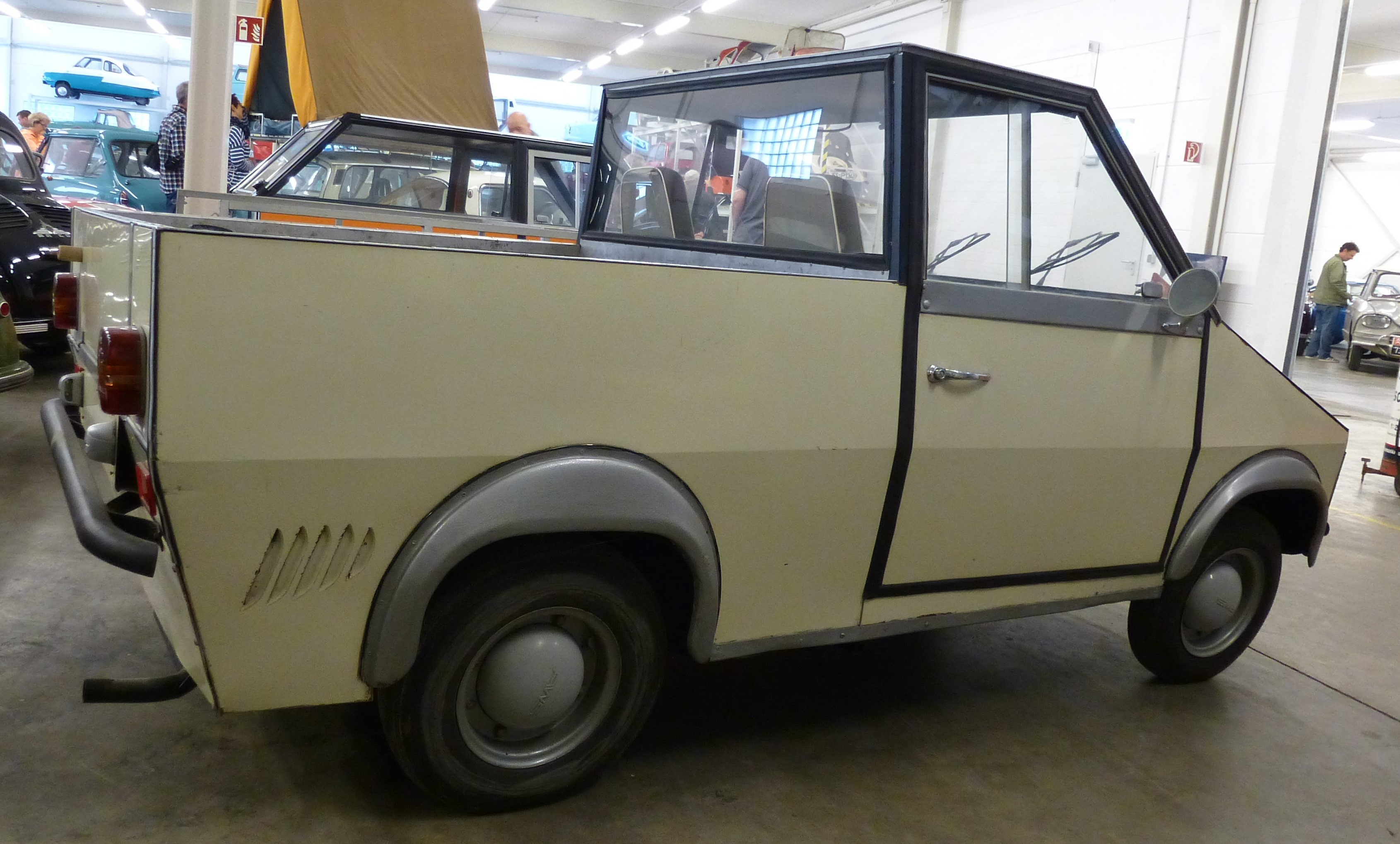
Pick-up
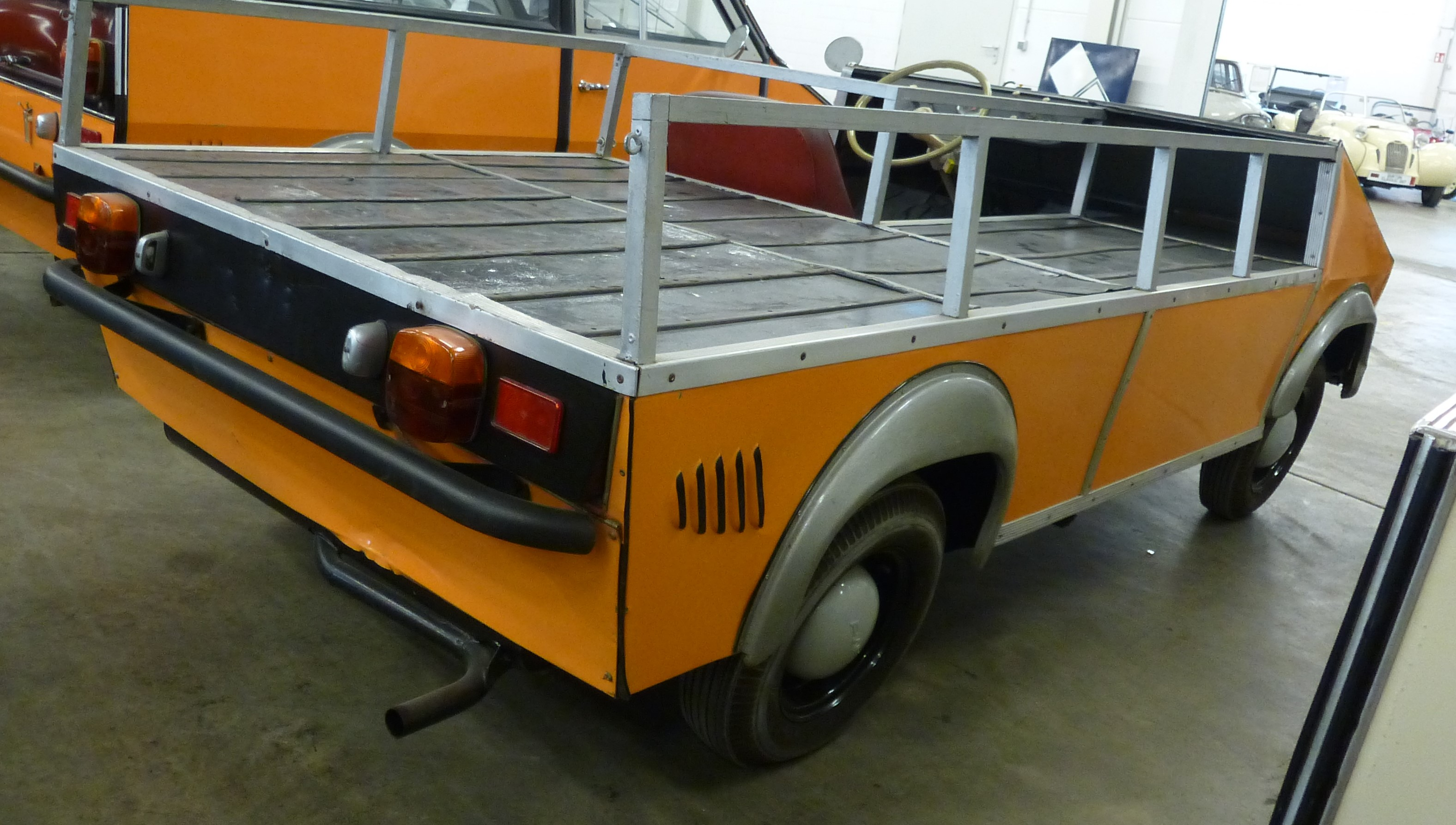
Industrietransporter